# Kazimierz Witkowski (adwokat)
Kazimierz Witkowski (ur. 1864 we Lwowie, zm. ?) – polski adwokat, konsul Królestwa Niderlandów we Lwowie.

## Życiorys
Ukończył studia prawnicze, uzyskując w 1888 stopień doktora. W 1897 otworzył kancelarię adwokacką we Lwowie. W 1906 został w tym mieście dyrektorem banku Melioracyjnego we Lwowie. W 1907 został konsulem Królestwa Niderlandów we Lwowie.